# Blacklake (Kalifornija)
Blacklake je naseljeno područje za statističke svrhe u američkoj saveznoj državi Kalifornija. Prema popisu stanovništva iz 2010. u njemu je živjelo 930 stanovnika.